# Craven
Craven es un distrito no metropolitano del condado de Yorkshire del Norte (Inglaterra).

## Geografía
Según la Oficina Nacional de Estadística británica, Craven tiene una superficie de 1177,39 km².

## Demografía
Según el censo de 2001, Craven tenía 53 620 habitantes (48,1% varones, 51,9% mujeres) y una densidad de población de 45,54 hab/km². El 18,87% eran menores de 16 años, el 71,14% tenían entre 16 y 74, y el 9,99% eran mayores de 74. La media de edad era de 42,18 años. 
Según su grupo étnico, el 98,55% de los habitantes eran blancos, el 0,38% mestizos, el 0,67% asiáticos, el 0,09% negros, el 0,22% chinos, y el 0,1% de cualquier otro. La mayor parte (96,9%) eran originarios del Reino Unido. El resto de países europeos englobaban al 1,37% de la población, mientras que el 0,36% había nacido en África, el 0,82% en Asia, el 0,27% en América del Norte, el 0,02% en América del Sur, el 0,22% en Oceanía, y el 0,03% en cualquier otro lugar. El cristianismo era profesado por el 78,08%, el budismo por el 0,18%, el hinduismo por el 0,06%, el judaísmo por el 0,07%, el islam por el 0,61%, el sijismo por el 0,03%, y cualquier otra religión por el 0,23%. El 13,77% no eran religiosos y el 6,97% no marcaron ninguna opción en el censo.
El 37,32% de los habitantes estaban solteros, el 46,54% casados, el 1,47% separados, el 6,67% divorciados y el 8% viudos. Había 22680 hogares con residentes, de los cuales el 28,49% estaban habitados por una sola persona, el 7,3% por padres solteros con o sin hijos dependientes, el 62,43% por parejas (53,6% casadas, 8,83% sin casar) con o sin hijos dependientes, y el 1,78% por múltiples personas. Además, había 902 hogares sin ocupar y 786 eran alojamientos vacacionales o segundas residencias.